# Seznam členů Slovenské národní rady po volbách v roce 1945
Toto je seznam členů Slovenské národní rady po volbách v roce 1945, kteří zasedali v tomto nejvyšším zákonodárném sboru Slovenska.

## Okolnosti volby SNR
Během Slovenského národního povstání v roce 1944 se utvořila tzv. povstalecká Slovenská národní rada jako vrcholný orgán slovenského odboje. Během prvních měsíců roku 1945 se postupně rozrůstala kooptacemi nových zástupců, například z východního Slovenska poté, co byl tento region osvobozen. V létě roku 1945 čítala SNR cca 70-75 členů. Předsednictvo se rozhodlo provést novou a řádnou volbu s cílem vybrat podle jednacího řádu 100 členů SNR. Zároveň s tím měl skončit dosavadní stav, kdy SNR byla orgánem zákonodárným i exekutivním. Jozef Letrich to komentoval takto: „Sbor povereníkov, ktorý obstaráva vládnu a výkonnú moc na Slovensku, ma byť formálne odľúčený od Slovenskej národnej rady ako od zákonodarného sboru, aby aj u nás bolo učinené zadosť modernej štátnepolitickej zásade, aby obe najvyššie moci, tj. zákonodárna a vládna neboly sústredené v jednom sbore ale oddelené a potom, aby členovia vládneho sboru i sám tento sbor bol politicky zodpovedný Slovenskej národnej rade.“
Nové složení zákonodárného sboru bylo rozhodnuto nepřímo, prostřednictvím hlasování delegátů sjezdu národních výborů konaného v Banské Bystrici 28. srpna 1945. Výsledkem byla početní parita obou politických stran působících na Slovensku, tedy Demokratické strany a Komunistické strany Slovenska.
SNR v tomto složení (s drobnými změnami) vytrvala do května roku 1946, kdy došlo k úpravě složení SNR na základě výsledků celostátních voleb do Ústavodárného Národního shromáždění v roce 1946.

## Seznam poslanců Slovenské národní rady

### Vedení Slovenské národní rady
- předseda Jozef Lettrich (DS)
  - místopředseda Ivan Horváth (KSS)
  - místopředseda Jozef Styk (DS)
  - místopředseda Ladislav Holdoš (KSS)
  - místopředseda Milan Polák (DS)[3]

### Poslanci Slovenské národní rady zvolení v srpnu 1945
(složili slib na schůzi SNR 14. září 1945, řazeno abecedně, v závorce, tam, kde je známa, stranická příslušnost)
- Dr. Mikuláš Bakoš
- Štefan Bašťovanský (KSS)
- Teofil Bažány
- Dr. Samuel Belluš (DS)
- Kazimír Bezek
- Matej Bobrík (DS)
- Dr. Jozef Brúha (DS)
- Dr. Vladimír Clementis (KSS)
- Dr. Ján Čech (KSS)
- Marek Čulen (KSS)
- Ondrej Devečka (DS)
- Jozef Dočkal (DS)
- Karol Dolinský (KSS)
- Július Ďuriš (KSS)
- Daniel Ertl (KSS)
- Dr. Michal Falťan (KSS)
- gen. Dr. Mikuláš Ferjenčík
- Karol Folta
- Jozef Forint
- Ivan Frlička (KSS)
- Michal Gáj (DS)
- Július Gašperík (DS)
- Dr. Pavol Halian
- Ján Hano
- Jozef Hanzel (DS)
- Dr. Anton Harčar
- Ladislav Holdoš (KSS)
- Teofil Homér (KSS)
- Dr. Ivan Horváth (KSS)
- Štefan Horváth
- Dr. Gustáv Husák (KSS)
- Ján Hvizdák
- Michal Chorvát
- Dr. Juraj Jančí
- Anna Jesenská
- Dr. Janko Jesenský
- Juraj Kapinaj
- František Komzala (KSS)
- Ján Kováľ
- Fraňo Kráľ (KSS)
- Dr. Jozef Kyselý (DS)
- Ján Laudar (DS)
- Jozef Lettrich (DS)
- Ľudovít Linczényi (DS)
- Ladislav Lipták (DS)
- Jozef Lukačovič (DS)
- Ondrej Maťašík
- Ondrej Mlynárčik
- Alojz Mojžíšek
- Ján Mokrý
- Mária Mudráková
- Ján Myjavec (DS)
- Pavol Neckár
- Ladislav Novomeský (KSS)
- Michal Ondruš (KSS)
- Dr. Ilia Paulíny Toth
- Štefan Paulíny
- Emil Peťko
- Ján Petrík
- Dr. Ivan Pietor (DS)
- Vojtech Plachta
- Jozef Podhorány
- Pavol Podracký
- pplk. Milan Polák (DS)
- Pavol Poliak
- Arnošt Pšenička (KSS)
- Dr. Ján Púll (KSS)
- Július Rácz
- pplk. Dr. Anton Rašla (KSS)
- Jozef Selecký
- Pavol Slosiarik
- Ing. Jozef Styk (DS)
- Oľga Šándorová
- Viliam Široký (KSS)
- Peter Škodáček (DS)
- Karol Šmidke (KSS)
- Pavol Švihra (DS)
- Andrej Šoltýs (DS)
- Ing. Samuel Takáč (KSS)
- Dr. Viliam Thurzo
- Martin Tomiš
- Jozef Topoli (DS)
- Ján Ursíny (DS)
- Dr. Vojtech Vagašský (DS)
- Ondrej Voskár
- Dr. Július Viktory (KSS)
- Rozália Zárembová
- Gustáv Zeman (DS)
- Ondrej Žiak
- Viliam Žingor (KSS)

### Poslanci Slovenské národní rady zvolení dodatečně
složili slib na 13. schůzi SNR, 6. 11. 1945
- Vladimír Jedinák
- Vasil Kapišovský (UNR)
- Igor Levkanič (UNR)
- Vladimír Rojkovič
- Jozef Suchý

složili slib na 14. schůzi SNR, 26. 11. 1945
- Július Ďuriš (KSS)
- Ján Lichner (DS)
- Jozef Šoltész (KSS)

složil slib na 15. schůzi SNR, 6. 12. 1945
- Ladislav Nádaši

složil slib na 17. schůzi SNR, 25. 4. 1946
- Rudolf Brtáň